# Rubberband Man
Rubberband Man is de derde single van Trap Muzik, het tweede studioalbum van de Amerikaanse rapper T.I.. Het nummer werd uitgebracht op 12 januari 2004 door het platenlabel Grand Hustle/Atlantic. Het nummer bevat een sample van 'Go With Me', een nummer van Mannie Fresh. De productie werd verzorgd door David Banner. Rubberband Man behaalde de 30e positie in de Billboard Hot 100.

## Hitlijsten
| Hitlijst (2007-2008)                 | Hoogste positie |
| ------------------------------------ | --------------- |
| U.S. Billboard Hot 100               | 30              |
| U.S. Billboard Hot R&B/Hip-Hop Songs | 15              |
| U.S. Billboard Hot Rap Tracks        | 11              |